# Шовире, Иветт
Иве́тт Шовире́ (фр. Yvette Chauviré; 22 апреля 1917, Париж, Франция — 19 октября 2016) — французская прима-балерина и педагог, артистка Парижской оперы в 1934—1945, 1947—1949 и 1954—1963 годах; «этуаль» театра начиная с 1941 года. Также танцевала в «Балете Елисейских полей», лондонском «Фестиваль-балете» и в миланском театре «Ла Скала». Несколько раз гастролировала в СССР.

## Биография
«…видная представительница французской школы классического танца. Её утончённое искусство было насыщено острым драматизмом; мастерство, острое чувство стиля, филигранная отделка деталей характеризовали танец Шовире…»

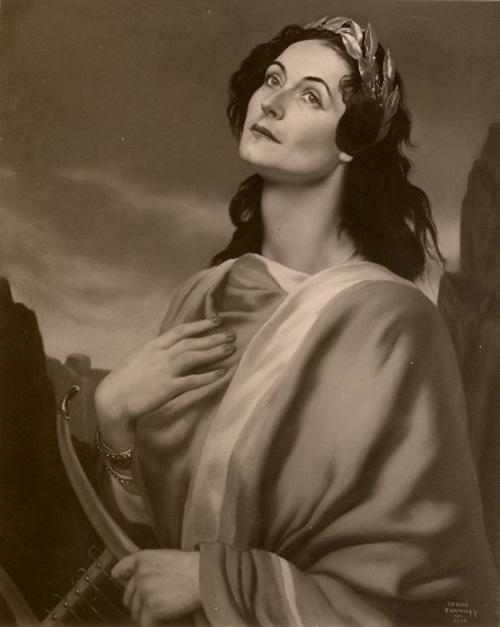
Portrait d'Yvette Chauviré par Serge Ivanoff, Paris, 1944

В 1927 году в возрасте 10 лет поступила в балетную школу Парижской оперы. Также училась у русских эмигрантов Бориса Князева и Виктора Гзовского, с 1937 года преподававшего в студии Вакер. Дебютировала на сцене в 1929 году в возрасте 12 лет, исполнив небольшое соло в балете Сержа Лифаря «Веер Жанны». В 1934 году была принята в балетную труппу Парижской оперы.
Быстро продвигалась по иерархической лестнице: начав с кордебалета, она почти сразу получила статус «кадрили», быстро проскочив статус «корифейки», в январе 1935 года стала «малым», а с 1937 года — «большим сюжетом». В 1938 году была выдвинута на положение «первой танцовщицы». 31 декабря 1941 года, после премьеры балета Лифаря «Иштар», поставленного специально для неё, она была объявлена новой этуалью Оперы.
Карьера балерины была тесно связана с творчеством руководителя Парижской оперы балетмейстера Сержа Лифаря. Важной вехой в её артистической биографии стала партия Тени в балете-аллегории Соге, Лифаря и Кассандра «Миражи». Среди классических партий Иветт Шовире ярко выделяется партия Жизель в одноимённом романтическом балете.
Среди партнёров балерины был Рудольф Нуреев, с которым она неоднократно танцевала после его бегства из СССР.
Последнее выступление балерины на сцене «Опера Гарнье» состоялось в 1972 году. В том же году во Франции была учреждена премия имени Иветт Шовире.
В 1960-х годах возглавляла Балетную школу Гранд-Опера, которую некогда окончила и сама.

## Репертуар
- 31 декабря 1941 — Иштар*, «Иштар», хореография Сержа Лифаря
- 15 декабря 1947 — Тень*, «Миражи» Анри Соге, хореография Сержа Лифаря.
- 13 апреля 1949 — Джульетта, «Ромео и Джульетта» на музыку П. И. Чайковского, хореография Сержа Лифаря (Ромео — Александр Калюжный[фр.])
- 1950 — Джульетта, «Ромео и Джульетта» на музыку П. И. Чайковского, хореография Биргера Бартолина (Датский королевский балет)

(*) — первая исполнительница партии
(**) — первая исполнительница партии при постановке в данном театре

## Фильмография
- 1937 — Мадемуазель Бопре, «Умирающий лебедь», режиссёры Жан Бенуа-Леви[фр.] и Мари Эпштейн[англ.], хореография Сержа Лифаря
- 1953 — «Аида» (фильм-опера), режиссёр Клементе Фракасси[англ.], хореография Маргарет Вальман
- 1954 — Маргарита, «Неаполитанская карусель», режиссёр Этторе Джаннини
- 1987 — Yvette Chauviré, Une Étoile pour l’exemple, режиссёр Доминик Делуш

## Признание и награды
- Орден Почётного легиона
- Именем Шовире назван один из балетных репетиционных залов парижской Оперы.